# Ptahchepsès Impy (architecte)
Pour les articles homonymes, voir Ptahchepsès.
Ptahchepsès Impy qui portait également le nom complet de Mer-Ptah-ânkh-méri-Rê Ptahshepses Impy, hérité de son père Mer-Ptah-ânkh-méri-Rê Nekhebou.
Architecte en chef, il était donc l'un des maîtres d'œuvre de Pépi Ier et de Mérenrê Ier. À ce titre il travaillait sous les ordres du vizir et du grand prêtre de Ptah contemporain, qui tous deux dirigeaient les travaux principaux du règne.

## Généalogie
Ptahchepsès Impy est un membre d'une famille d'architectes qui œuvrèrent sous les Ve dynastie et VIe dynastie. Nekhebou son père a fait bâtir un mastaba familial à Gizeh dans lequel la tombe de Ptahchepsès a été retrouvée.

## Sépulture
La tombe de Ptahchepsès Impy a été découverte intacte au fond d'un puits aménagé dans le mastaba de son père Nekhebou. Elle a livré le sarcophage du défunt avec tout l'équipement nécessaire pour accompagner le dignitaire dans son voyage dans l'au-delà.
Sa momie réduite à l'état de squelette portait un grand collier en perle tubulaire de faïence bleue et fermoirs en or.